# Indywidualne Mistrzostwa Polski w Zapasach 1992

## Mistrzostwa Polski w Zapasach1992

### Mężczyźni
- styl wolny

45. Mistrzostwa Polski – x – x 1992, Ruda Śląska
- styl klasyczny

62. Mistrzostwa Polski – x – x 1992, Racibórz

## Medaliści

### Mężczyźni

#### Styl wolny
| Kategoria: | Złoto:                               | Srebro:                                 | Brąz:                                |
| 48 kg      | Stanisław Szostecki Stal Rzeszów     | Sławomir Słubik Budowlani Łódź          | Edward Szałęga Stal Rzeszów          |
| 52 kg      | Stanisław Dziopak Stal Rzeszów       | Ryszard Fiege Boruta Zgierz             | Lucjan Gralak Budowlani Koszalin     |
| 57 kg      | Dariusz Grzywiński Grunwald Poznań   | Tadeusz Kowalski Włodawianka Włodawa    | Piotr Atłasik Budowlani Koszalin     |
| 62 kg      | Jan Krzesiak Slavia Ruda Śląska      | Grzegorz Atłasik Budowlani Koszalin     | Bogdan Strzałka Slavia Ruda Śląska   |
| 68 kg      | Dariusz Czarnecki Start Krasnystaw   | Artur Albinowski Orzeł-WAM Łódź         | Dariusz Kamiński Gwardia Warszawa    |
| 74 kg      | Krzysztof Walencik Czeczott Wola     | Zbigniew Frąckiewicz Slavia Ruda Śląska | Zbigniew Strzelczyk Gwardia Warszawa |
| 82 kg      | Robert Kostecki AZS-AWF Warszawa     | Piotr Bojarski Czeczott Wola            | Jan Pawlak Boruta Zgierz             |
| 90 kg      | Marek Garmulewicz Slavia Ruda Śląska | Józef Niemiec Gwardia Warszawa          | Wojciech Szawan Stal Rzeszów         |
| 100 kg     | Andrzej Radomski Budowlani Koszalin  | Marek Paczków LKS Ceramik Krotoszyn     | Jerzy Nieć Tęcza Kraśnik             |
| 130 kg     | Tomasz Kupis Boruta Zgierz           | Zbigniew Grudzień Znicz Podzamcze       | Ryszard Krupa Stal Rzeszów           |

#### Styl klasyczny
| Kategoria: | Złoto:                                 | Srebro:                                         | Brąz:                                      |
| 48 kg      | Piotr Jabłoński Cement Gryf Chełm      | Andrzej Głąb Cement Gryf Chełm                  | Piotr Chamera Zagłębie Wałbrzych           |
| 52 kg      | Dariusz Piaskowski Zagłębie Wałbrzych  | Dariusz Kucharski Cement Gryf Chełm             | Dariusz Jabłoński Cement Gryf Chełm        |
| 57 kg      | Stanisław Pawłowski Zagłębie Wałbrzych | Grzegorz Szyszka PTC Pabianice                  | Łukasz Kieroński Legia Warszawa            |
| 62 kg      | Dariusz Przystolik Siła Mysłowice      | Jerzy Szeibinger Zagłębie Wałbrzych             | Andrzej Maksymiuk Śląsk Wrocław            |
| 68 kg      | Mieczysław Kuryś Śląsk Wrocław         | Piotr Troczyński Zagłębie Wałbrzych             | Ryszard Wolny Unia Racibórz                |
| 74 kg      | Mariusz Przygoda GKS Katowice          | Jarosław Siuj GKS Katowice                      | Grzegorz Kmiecik Wisłoka Stomil Dębica     |
| 82 kg      | Józef Tracz Śląsk Wrocław              | Piotr Stępień Piotrcovia Piotrków Trybunalski   | Karol Sala Piotrcovia Piotrków Trybunalski |
| 90 kg      | Marek Kraszewski Śląsk Wrocław         | Jacek Fafiński Legia Warszawa                   | Bogdan Merkel Unia Racibórz                |
| 100 kg     | Andrzej Wroński Legia Warszawa         | Paweł Grzybicki Piotrcovia Piotrków Trybunalski | Krzysztof Kustos Unia Racibórz             |
| 130 kg     | Jerzy Choromański GKS Katowice         | Bogusław Dąbrowski Zagłębie Wałbrzych           | Jacek Jaracz GKS Katowice                  |